# San Luqueño
San Luqueño är en ort i Mexiko.   Den ligger i kommunen Tonalá och delstaten Chiapas, i den sydöstra delen av landet, 700 km sydost om huvudstaden Mexico City. San Luqueño ligger 5 meter över havet och antalet invånare är 1 016.
Terrängen runt San Luqueño är mycket platt. Havet är nära San Luqueño västerut. Runt San Luqueño är det ganska glesbefolkat, med 50 invånare per kvadratkilometer. Närmaste större samhälle är Tonalá, 12,8 km nordost om San Luqueño. Omgivningarna runt San Luqueño är en mosaik av jordbruksmark och naturlig växtlighet.